# ایگور ووشورویچ
ایگور ووشورویچ (به صربی/مونته‌نگرویی:Igor Vušurović؛ زادهٔ ۲۴ سپتامبر ۱۹۷۴) یک بازیکن والیبال اهل مونته‌نگرو است، که مدال طلا را با تیم ملی یوگسلاوی در بازی‌های المپیک تابستانی ۲۰۰۰ بدست آورد. او با قد ۲٫۰۰ متر (۶ فوت ۷ اینچ)، در پستِ مسدودکنندهٔ وسط، بازی می‌کرده است..